# 奥拉利亚村
奥拉利亚村，是西班牙卡斯蒂利亚-拉曼恰昆卡省的一个市镇。总面积158平方公里，总人口945人（2001年），人口密度6人/平方公里。